# Bouloye-Thiouly
Ne doit pas être confondu avec Bouloye.
Bouloye-Thiouly est une localité située dans le département de Dori de la province du Séno dans région Sahel au Burkina Faso.